# Brucella suis
Brucella suis je gram-negativní kokovitá bakterie z rodu Brucella. Jedná se o nepohyblivou, striktně aerobní, kataláza pozitivní bakterii, která se kultivuje na tryptonovém nebo Brucella agaru či Farezově půdě při atmosféře 10 % CO2. Je původcem brucelózy prasat, ale i dalších zvířat. Vyskytuje v celkem 5 různých biovarech. K infekci je vnímavý i člověk, pro něhož jsou velmi patogenní biovary 1 a 3. V České republice se vyskytuje u zajíců v některých oblastech B. suis biovar 2. U prasat V ČR byla brucelóza již eradikována.

## Přehled hostitelůB. suis
- prase domácí a prase divoké – biovar 1, 2, 3 (brucelóza prasat), biovar 1 a 3 velmi nebezpečný pro člověka

Rozšíření B. suis u divokých prasat v USA

- zajíc polní – biovar 2
- hlodavci – biovar 5
- karibu, sob a los – biovar 4